# Dubai Tennis Championships 2016
Dubai Tennis Championships 2016 byl společný tenisový turnaj mužského okruhu ATP World Tour a ženského okruhu WTA Tour, hraný v areálu Aviation Club Tennis Centre na otevřených dvorcích s tvrdým povrchem. Dějiště turnaje představovala Dubaj, metropole stejnojmenného emirátu ve Spojených arabských emirátech. Jednalo se o 24. ročník mužského a 16. ročník ženského turnaje.
Ženská část se konala mezi 15. až 20. únorem a řadila se do kategorie WTA Premier. Její celková dotace činila 2 000 000 miliony amerických dolarů. Muži soutěžili ve dnech 22. až 27. února v rámci kategorie [[[ATP Tour 500|ATP World Tour 500]]. Dotace pro tuto polovinu dosáhla částky 2 674 445 amerických dolarů a vlastní prize money hráčům pak 2 249 215 dolarů.
Nejvýše nasazenými v singlových soutěžích se stali, stejně jako v předchozím ročníku, světová jednička Novak Djoković ze Srbska a třetí hráčka světové klasifikace Simona Halepová z Rumunska. Jako poslední přímá účastnice do dvouhry nastoupila 42. žena klasifikace Barbora Strýcová.
Ženská dvouhra se stala první soutěží v historii elitních profesionálních okruhů ATP Tour a WTA Tour, na nichž všichni nasazení prohráli svůj úvodní zápas a nepostoupili do dalšího kola. V rámci WTA Tour se jednalo o čtvrtý turnaj – po Hobartu 2009, Bogotě 2012 a Bastadu 2014 –, kde do čtvrtfinále neprošla žádná z nasazených hráček. Soutěž vyhrála Italka Sara Erraniová, když ve finále deklasovala Strýcovou. V deblové polovině si trofej připsala tchajwansko-chorvatská dvojice Čuang Ťia-žung a Darija Juraková.
Mužskou dvouhru ovládla švýcarská světová čtyřka Stan Wawrinka a v deblové části triumfoval italský pár Simone Bolelli a Andreas Seppi.

## Rozdělení bodů a finančních odměn

### Rozdělení bodů
| Soutěž       | vítězové | finalisté | semifinalisté | čtvrtfinalisté | 16 v kole | 32 v kole | 64 v kole | Q  | Q2 | Q1 |
| ------------ | -------- | --------- | ------------- | -------------- | --------- | --------- | --------- | -- | -- | -- |
| dvouhra mužů | 500      | 300       | 180           | 90             | 45        | 0         | —         | 20 | 10 | 0  |
| čtyřhra mužů | 500      | 300       | 180           | 90             | 45        | —         | —         | 20 | 0  | 0  |
| dvouhra žen  | 470      | 305       | 185           | 100            | 55        | 1         | 25        | 18 | 13 | 1  |
| čtyřhra žen  | 470      | 305       | 185           | 100            | 1         | —         | —         | —  | —  | —  |

### Finanční odměny
| Soutěž                              | vítězové | finalisté | semifinalisté | čtvrtfinalisté | 16 v kole | 32 v kole | Q3     | Q2     | Q1     |
| ----------------------------------- | -------- | --------- | ------------- | -------------- | --------- | --------- | ------ | ------ | ------ |
| dvouhra mužů                        | $511 750 | $240 340  | $119 340      | $59 670        | $30 235   | $15 910   | —      | $2 655 | $1 460 |
| čtyřhra mužů                        | $150 800 | $71 270   | $34 390       | $17 890        | $9 370    | —         | —      | —      | —      |
| dvouhra žen                         | $465 480 | $254 124  | $136 138      | $35 723        | $19 809   | $10 950   | $5 408 | $2 951 | $1 854 |
| čtyřhra žen                         | $74 042  | $39 184   | $20 087       | $10 042        | $5 223    | —         | —      | —      | —      |
| částka ve čtyřhře je uvedena na pár |          |           |               |                |           |           |        |        |        |

## Dvouhra mužů

### Nasazení
| Stát                          | Hráč                  | ATP | Nasazení |
| ----------------------------- | --------------------- | --- | -------- |
| Srbsko                        | Novak Djoković        | 1.  | 1.       |
| Švýcarsko                     | Stan Wawrinka         | 4.  | 2.       |
| Česko                         | Tomáš Berdych         | 8.  | 3.       |
| Španělsko                     | Roberto Bautista Agut | 18. | 4.       |
| Srbsko                        | Viktor Troicki        | 21. | 5.       |
| Španělsko                     | Feliciano López       | 25. | 6.       |
| Slovensko                     | Martin Kližan         | 27. | 7.       |
| Německo                       | Philipp Kohlschreiber | 29. | 8.       |
| Žebříček ATP k 15. únoru 2016 |                       |     |          |

### Jiné formy účasti
Následující hráči obdrželi divokou kartu do hlavní soutěže:
- Yuki Bhambri
- Marsel İlhan
- Malek Džazírí

Následující hráči postoupili z kvalifikace:
- Thomas Fabbiano
- Lucas Pouille
- Franko Škugor
- Michail Južnyj

### Odhlášení
před zahájením turnaje
- Roger Federer (poranění menisku) → nahradil jej Denis Istomin
- Janko Tipsarević → nahradil jej Simone Bolelli

### Skrečování
- Novak Djoković (oční onemocnění)
- Nick Kyrgios (bolest zad)

## Mužská čtyřhra

### Nasazení
| Stát                                                                                   | Hráč              | Stát      | Hráč           | ATP | Nasazení |
| -------------------------------------------------------------------------------------- | ----------------- | --------- | -------------- | --- | -------- |
| Nizozemsko                                                                             | Jean-Julien Rojer | Rumunsko  | Horia Tecău    | 11. | 1.       |
| Indie                                                                                  | Rohan Bopanna     | Rumunsko  | Florin Mergea  | 20. | 2.       |
| Kanada                                                                                 | Vasek Pospisil    | Srbsko    | Nenad Zimonjić | 30. | 3.       |
| Finsko                                                                                 | Henri Kontinen    | Austrálie | John Peers     | 40. | 4.       |
| Žebříček ATP k 15. únoru 2016; číslo je součtem žebříčkového postavení obou členů páru |                   |           |                |     |          |

### Jiné formy účasti
Následující dvojice obdržely divokou kartu do hlavní soutěže:
- Mahesh Bhupathi /  Ajsám Kúreší
- Sergej Bubka /  Serhij Stachovskyj

Následující pár postoupil z kvalifikace:
- Čung Hjeon /  Jiří Veselý

## Ženská dvouhra

### Nasazení
| Stát                         | Hráčka                    | WTA | Nasazení |
| ---------------------------- | ------------------------- | --- | -------- |
| Rumunsko                     | Simona Halepová           | 3.  | 1.       |
| Španělsko                    | Garbiñe Muguruzaová       | 5.  | 2.       |
| Španělsko                    | Carla Suárezová Navarrová | 8.  | 3.       |
| Česko                        | Petra Kvitová             | 9.  | 4.       |
| Švýcarsko                    | Belinda Bencicová         | 11. | 5.       |
| Česko                        | Karolína Plíšková         | 13. | 6.       |
| Itálie                       | Roberta Vinciová          | 16. | 7.       |
| Rusko                        | Světlana Kuzněcovová      | 17. | 8.       |
| Žebříček WTA k 8. únoru 2016 |                           |     |          |

### Jiné formy účasti
Následující hráčky obdržely divokou kartu do hlavní soutěže:
- Julia Görgesová
- Simona Halepová
- Petra Kvitová
- Karolína Plíšková

Následující hráčky postoupily z kvalifikace:
- Jana Čepelová
- Cvetana Pironkovová
- Jaroslava Švedovová
- Čeng Saj-saj

#### Odhlášení
před zahájením turnaje
- Timea Bacsinszká → nahradila ji Coco Vandewegheová
- Angelique Kerberová → nahradila ji Camila Giorgiová
- Pcheng Šuaj → nahradila ji Caroline Garciaová
- Agnieszka Radwańská → nahradila ji Lesja Curenková
- Lucie Šafářová → nahradila ji Madison Brengleová
- Serena Williamsová → nahradila ji Barbora Strýcová
- Caroline Wozniacká → nahradila ji Darja Gavrilovová

## Ženská čtyřhra

### Nasazení
| Stát                                                                                  | Hráčka                      | Stát       | Hráčka                 | WTA | Nasazení |
| ------------------------------------------------------------------------------------- | --------------------------- | ---------- | ---------------------- | --- | -------- |
| USA                                                                                   | Bethanie Matteková-Sandsová | Kazachstán | Jaroslava Švedovová    | 10. | 1.       |
| Francie                                                                               | Caroline Garciaová          | Francie    | Kristina Mladenovicová | 20. | 2.       |
| Česko                                                                                 | Andrea Hlaváčková           | Česko      | Lucie Hradecká         | 22. | 3.       |
| Maďarsko                                                                              | Tímea Babosová              | Německo    | Julia Görgesová        | 36. | 4.       |
| Žebříček WTA k 8. únoru 2016; číslo je součtem žebříčkového postavení obou členů páru |                             |            |                        |     |          |

### Jiné formy účasti
Následující páry obdržely divokou kartu do hlavní soutěže:
- Fatma Al-Nabhaniová /  Cvetana Pironkovová
- Petra Kvitová /  Alicja Rosolská

## Přehled finále

### Mužská dvouhra
- Stan Wawrinka vs.  Marcos Baghdatis, 6–4, 7–6(15–13)

### Ženská dvouhra
- Sara Erraniová vs.  Barbora Strýcová, 6–0, 6–2

### Mužská čtyřhra
- Simone Bolelli /  Andreas Seppi vs.  Feliciano López /  Marc López, 6–2, 3–6, [14–12]

### Ženská čtyřhra
- Čuang Ťia-žung /  Darija Juraková vs.  Caroline Garciaová /  Kristina Mladenovicová, 6–4, 6–4